# Nicholas Katzenbach
Nicholas deBelleville Katzenbach, född 17 januari 1922 i Philadelphia, Pennsylvania, död 8 maj 2012 i Skillman, New Jersey, var en amerikansk jurist och politiker.

## Biografi
Katzenbach studerade vid internatskolan Phillips Exeter Academy i Exeter, New Hampshire. Sina universitetsstudier bedrev han vid Princeton University, Yale Law School och Balliol College vid Oxfords universitet.
Han inledde sin advokatkarriär i New Jersey 1950 på advokatbyrån Katzenbach, Gildea and Rudner. 1955 fick han även rätten att arbeta som advokat i Connecticut. Han undervisade juridik vid Yale som biträdande professor 1956-1960. Därefter var han juridikprofessor vid University of Chicago 1960-1964.
Katzenbach var vice justitieminister 1962-1965, justitieminister 1965-1966 och biträdande utrikesminister 1966-1969. Tre dagar efter mordet på John F. Kennedy skrev han ett PM, som blev känt som Katzenbach's memo när representanthusets kommitté som undersökte morden på JFK och Martin Luther King publicerade sin rapport 1979. Katzenbach ville redan tre dagar efter mordet på JFK motarbeta konspirationsteorierna och förorda inför offentligheten teorin om Lee Harvey Oswald som ensam mördare. Tillsammans med J. Edgar Hoover var Katzenbach en av nyckelfigurerna bakom grundandet av Warrenkommissionen. I början av 1960-talet var Katzenbach en av de politiska förmågorna som kallades The Best and the Brightest.
Katzenbach arbetade på IBM 1969-1986. Därefter utnämndes han till styrelseordförande för Bank of Credit and Commerce International (BCCI), när banken höll på att gå under 1991.